# 扇尾類
扇尾類（學名：Ornithurae）即今鸟类，是一種遠離非鳥恐龍、接近現代鳥類的一個動物學名稱。在此類動物和“反鳥亞綱”並列，同屬於“鳥胸骨類”，並向下分出“新鳥亞綱”和“扇尾亞綱”。
扇尾類原本是中生代北美洲、歐洲及亞洲的一類“陸生及不會飛的鳥”，其中的“扇尾亞綱”是此類動物在白堊紀末期最典型的代表，不過和非鳥恐龍、反鳥一起在白堊紀末滅絕，僅剩下“今鳥亞綱”一支，因為這種機緣巧合，今鳥反而成為大滅絕後唯一能再度飛上天空的脊椎動物，導致扇尾類一躍成為了制霸地球天空生態位的優勢物種並繁榮至今。

## 歷史
恩斯特·海克爾（Ernst Haeckel）於1866年開始使用這個名字，包含所有具有現存鳥類尾巴特徵的鳥類。故此，擁有像獸腳亞目恐龍長尾巴的始祖鳥是與它們有所分別的。
嘉克斯·高斯特（Jacques Gauthier）後來將扇尾亞綱轉為一個分支，即比始祖鳥較為接近現存鳥類的分支，如魚鳥及黃昏鳥目。他繼而定義鳥類尾巴為比股骨短的尾巴，尾綜骨呈鏵狀及由少於6節的尾巴脊骨融合在一起，且比活動部份為短。他進一步將鳥類的冠群、魚鳥、黃昏鳥目及神翼鳥分類到扇尾亞綱中。
新鳥亞綱（Neornithes）最初被建議用來取代扇尾亞綱。不過，高斯特卻認為新鳥亞綱只是扇尾亞綱的次異名。另外，一些學者卻將扇尾亞綱看為一個較為限制的分支，當中以黃昏鳥、魚鳥及現存鳥類為基干，而新鳥亞綱只是冠群，但是，这和高斯特给鸟纲的定义相同，因而新鳥亞綱成为了鸟纲的次异名。
朱莉亞·克萊克博士（Dr. Julia Clarke）發現義縣鳥、松嶺鳥及燕鳥是扇尾亞綱的最基群。他發現這個基群同時擁有較原始及進化的特徵。原始的特徵包括胃骨片及恥骨聯合。他也發現義縣鳥的模式標本保存有特長的飛羽，且排列與現今的相同。